# St. Nicolai (Coswig)

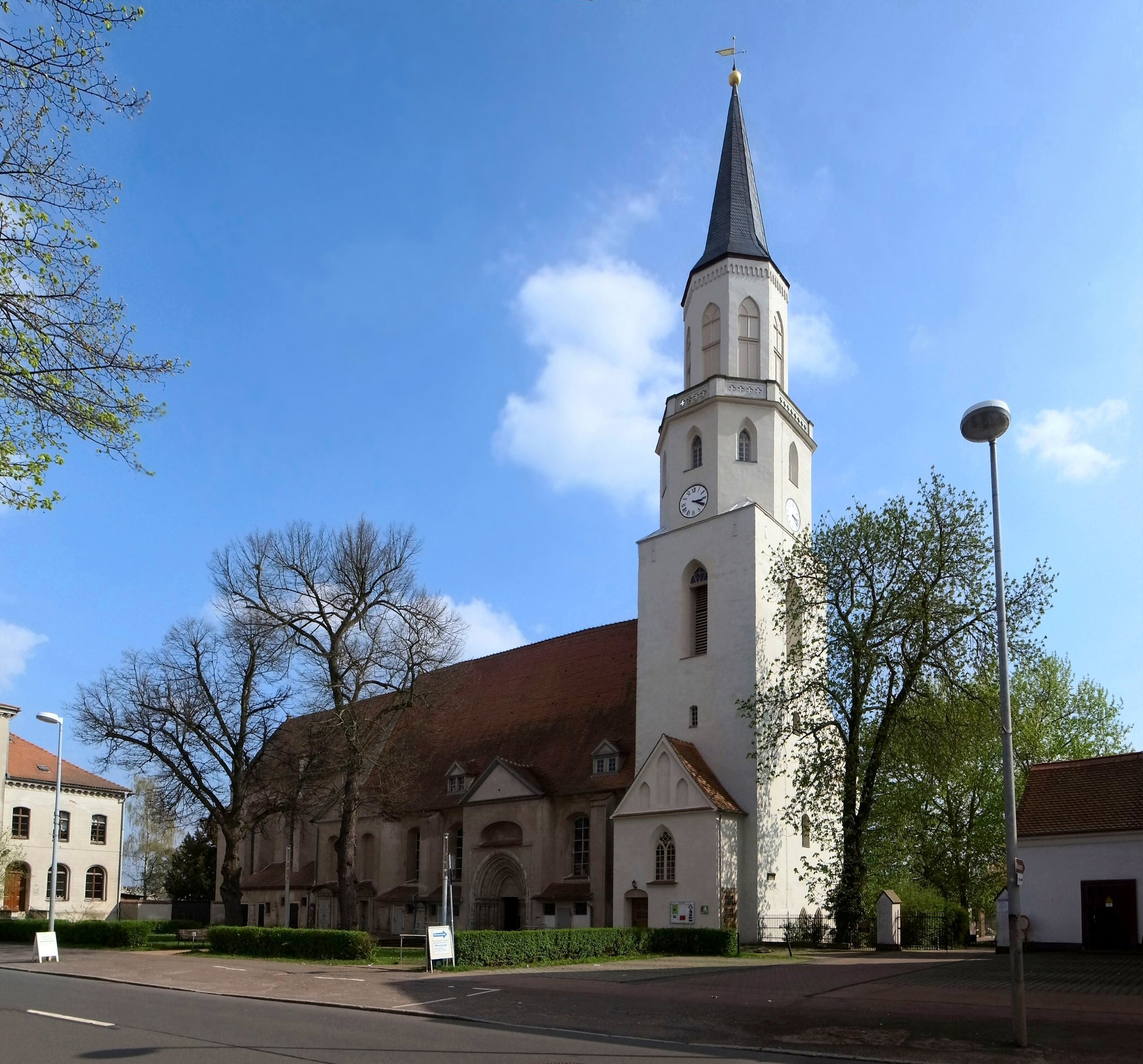
Coswig, St. Nicolai von Nordwesten

Die St.-Nicolai-Kirche ist eine evangelische Kirche in Coswig (Anhalt). Sie war die Stiftskirche des 1272 begründeten Nonnenklosters, das 1527 aufgelöst wurde. Seither ist sie Pfarrkirche der Coswiger Gemeinde.

## Geschichte
Die Nicolaikirche ist das älteste erhaltene Gebäude der Stadt. Der ursprüngliche, Mitte des 12. Jahrhunderts errichtete romanische Kirchenbau wurde im Schmalkaldischen Krieg 1547 durch die Spanier zerstört, aber 1564/65 durch Fürst Wolfgang wieder aufgebaut. Erneute Schäden erlitt die Kirche während des Dreißigjährigen Krieges. Der Wiederaufbau erfolgte in den Jahren 1685 bis 1702. Damals erhielt die Kirche ihre heutige Gestalt. Der Turm wurde 1865 nach einem Brandschaden in seinem oberen Abschnitt erneuert.

## Baubeschreibung

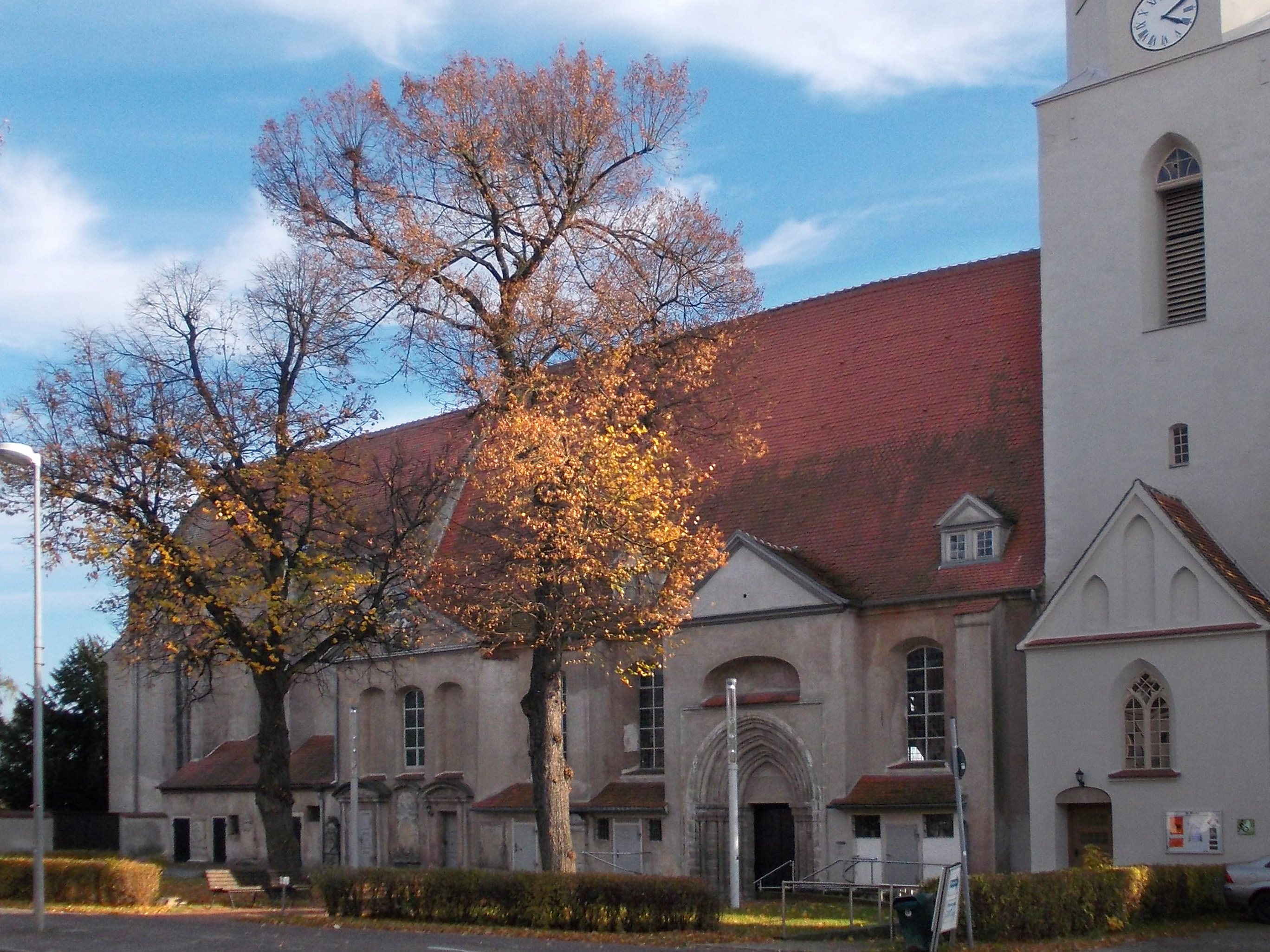
Nordseite mit Logentüren und Portal

Es handelt sich um eine langgestreckte Saalkirche mit steilem Satteldach. Der große dreijochige Langchor und die fehlende Apsis gehen auf einen Umbau zur Bettelordenskirche zurück, der im 13. Jahrhundert erfolgte. Die Nordwand weist zahlreiche Türen auf, von denen die kleinen zu den Privatlogen vermögender Familien führten. Die größte Tür war der Zugang zur Loge des Fürstenhauses.
Das leicht spitzbogige, dreistufige Hauptportal stammt aus der Zeit der Gotik. Es ist über 6 Meter hoch. Die Säulen beiderseits der Eingangstür weisen Kapitelle mit Knospen und Blattornamenten auf.
Der Turm schließt sich dem Langhaus nach Westen an. Er ruht auf rechteckigem Grundriss und nimmt im unteren Bereich die ganze Breite des Langschiffs ein. Die oberen beiden Stockwerke des Turms entstanden 1867 nach einem Brandschaden im neugotischen Stil. Dabei bildet das mittlere Stockwerk ein langgestrecktes Achteck, von einer Galerie mit Umlauf gekrönt. Darüber sitzt ein kleineres regelmäßiges Oktogon, das nach oben von einem spitzen Zeltdach abgeschlossen wird.

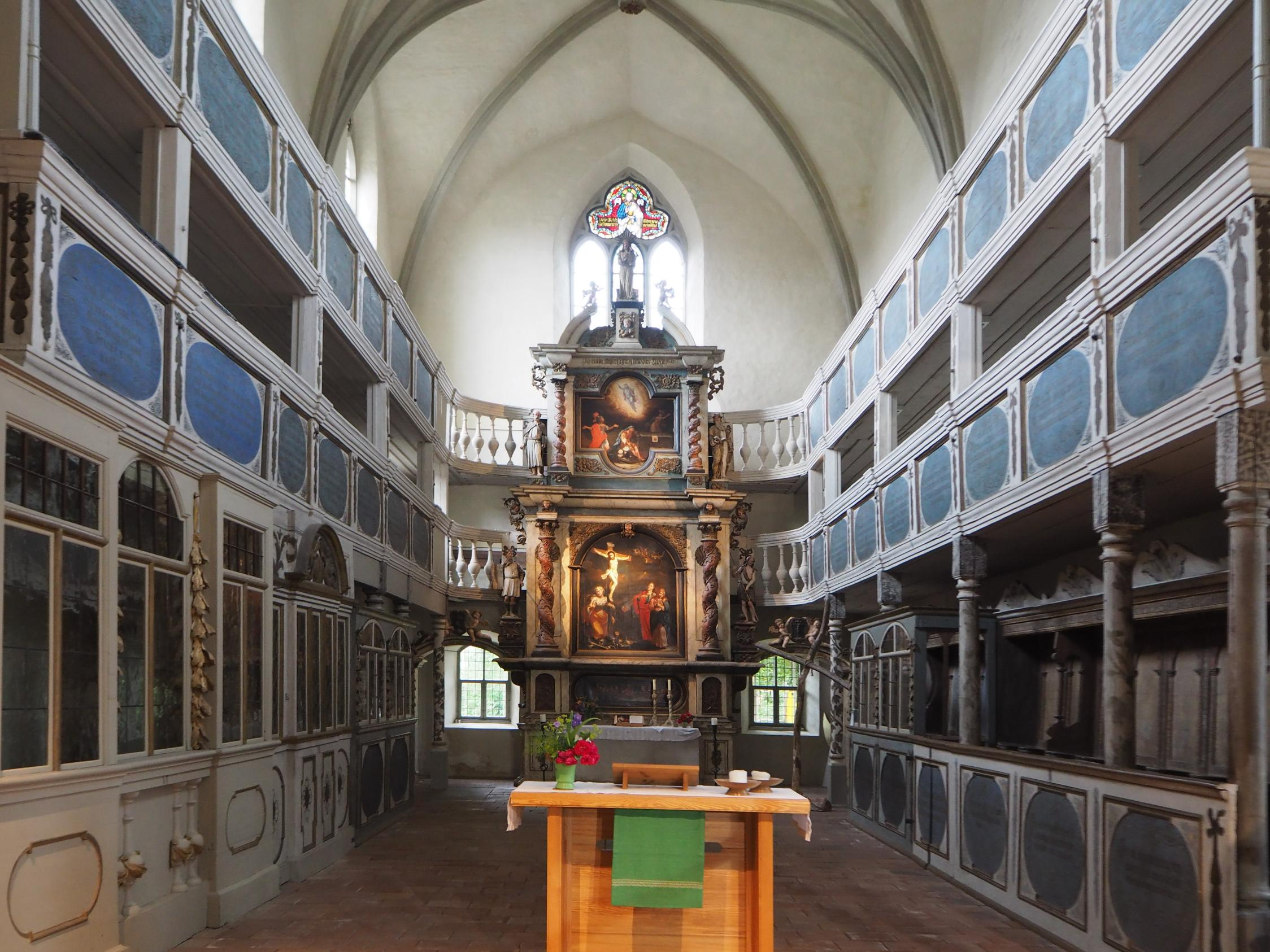
Langchor mit Altar, Galerien und Logen

Im Inneren fällt die unterschiedliche Ausführung von Langhaus und Nonnenchor auf. Der Chor ist mit einem Kreuzrippengewölbe versehen, während das Langhaus mit einer flachen Kassettendecke abschließt. Der Gesamteindruck wird durch die zweigeschossigen Emporeneinbauten beherrscht. Die Emporen der Nord- und Südseite stammen aus dem 16. Jahrhundert. Bei der barocken Umgestaltung zwischen 1688 und 1706 kam die Orgelempore dazu und im Osten wurden die Emporen in den Chorraum hineingezogen.

## Ausstattung

### Logen
Auf der Nordseite befinden sich mehrere Logen der Bürgerschaft und des örtlichen Adels, die durch Außentüren separat zugänglich sind. Auch auf der Nordseite, gegenüber der Kanzel, liegt die reich verzierte Fürstenloge mit eigenem Kamin.

### Fenster von 1350

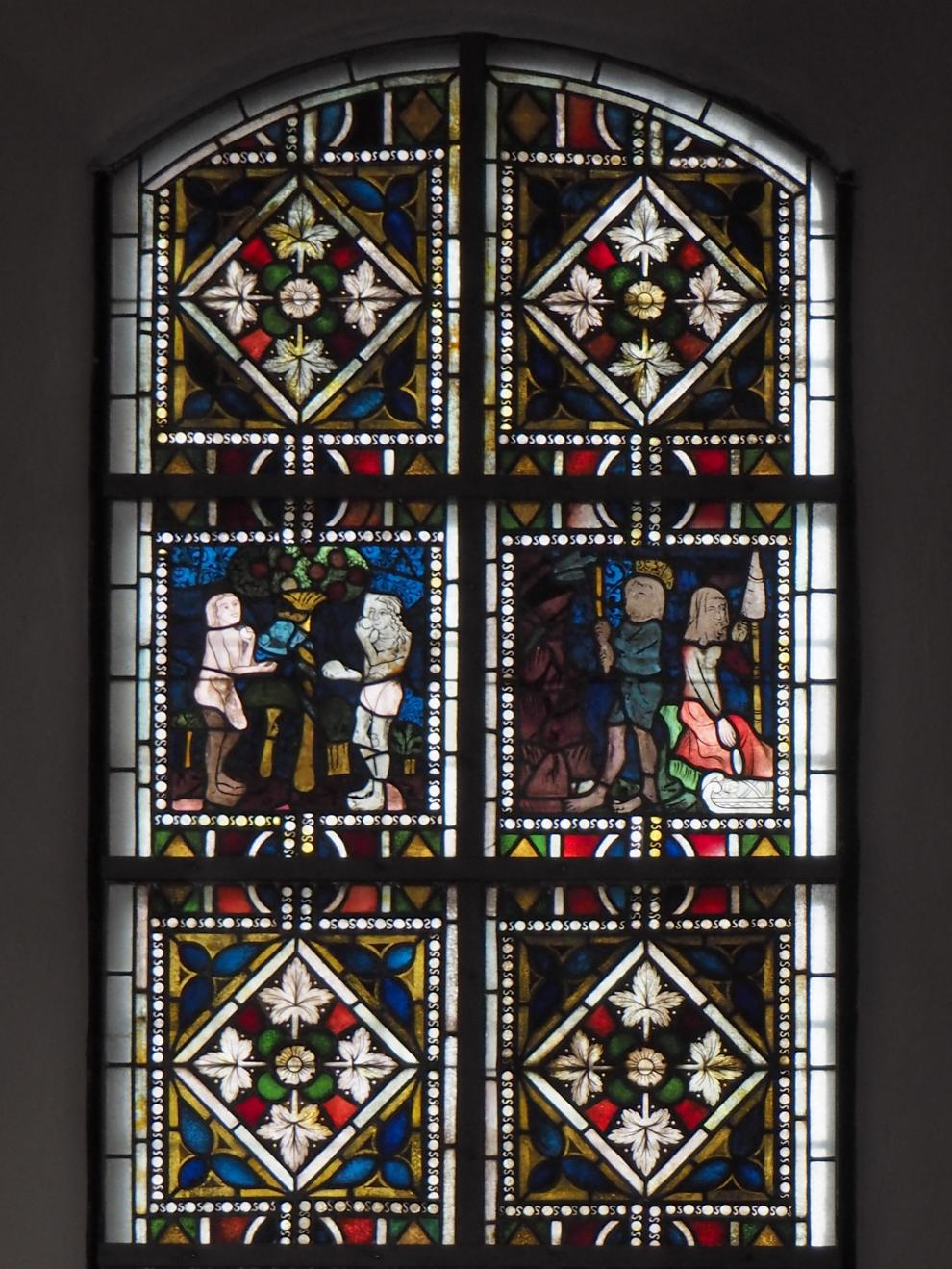
Fensterdetail: Adam und Eva mit Schlange und Vertreibung aus dem Paradies

Das Fenster oberhalb der Kanzel gehört zu den ältesten Bleiverglasungen in Anhalt. Das gotische Kunstwerk zeigt vier Szenen aus dem 1. Buch Mose:
- Adam und Eva mit der Schlange
- Vertreibung aus dem Paradies
- Versuchung Abrahams
- Bewahrung Isaaks[3]

### Erwähnenswerte Gemälde
- Kreuzigungsbild von Lucas Cranach dem Jüngeren

Neben der Kanzel befindet sich dieses 1556 entstandene Gemälde. Es zeigt die Kreuzigung Jesu in einer seltenen Fülle von Details.
- Abendmahlsbild aus der Cranach-Werkstatt

Diese Gemälde hängt im Untergeschoss des Turmes. Die Apostel zeigen teilweise Gesichtszüge von Personen der regionalen Reformationsgeschichte. Der alte Mann am rechten Bildrand stellt Lukas Cranach den Älteren dar, der Mundschenk Lukas Cranach den Jüngeren.

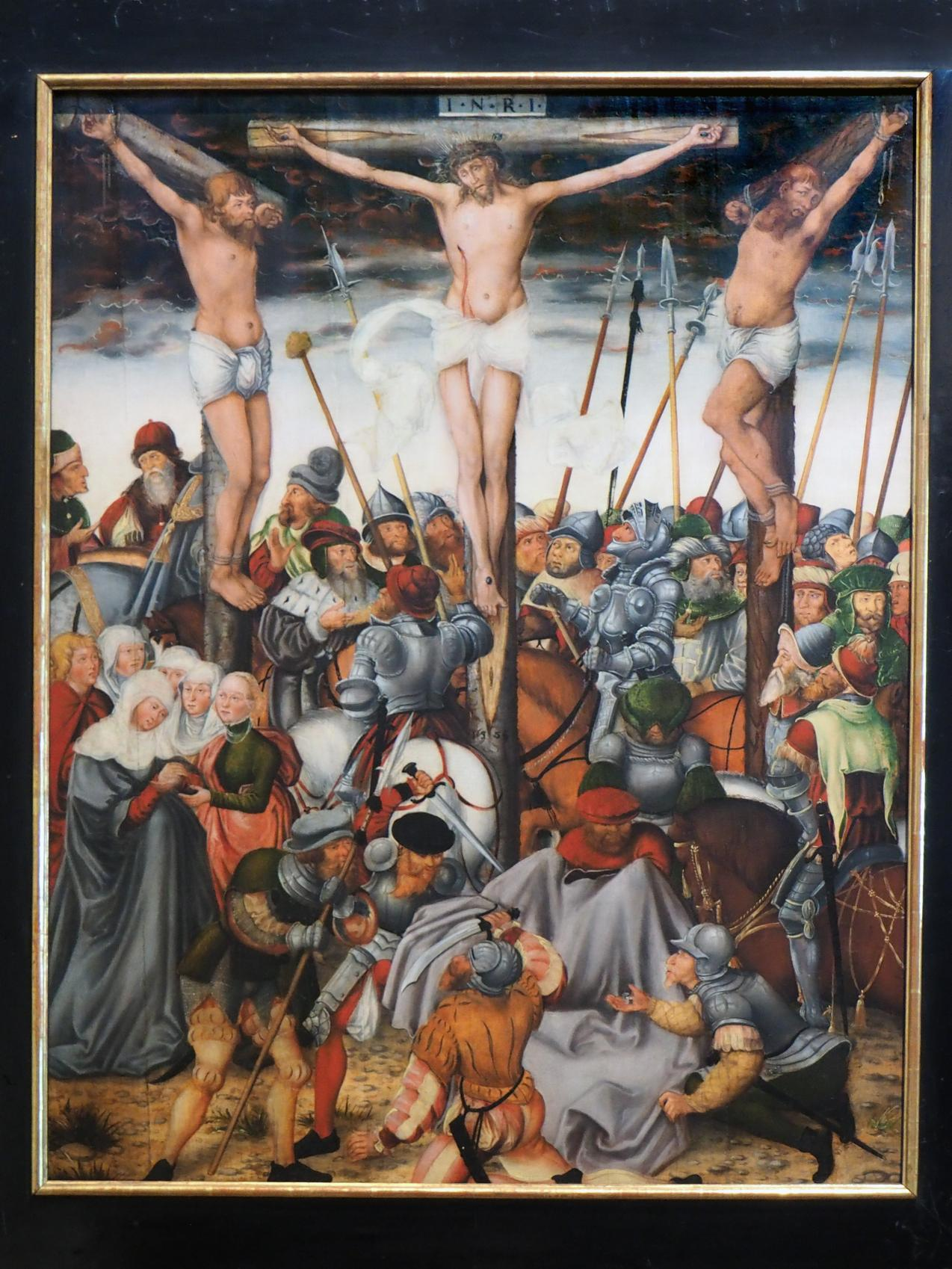
Kreuzigungsbild von Lucas Cranach d. J.
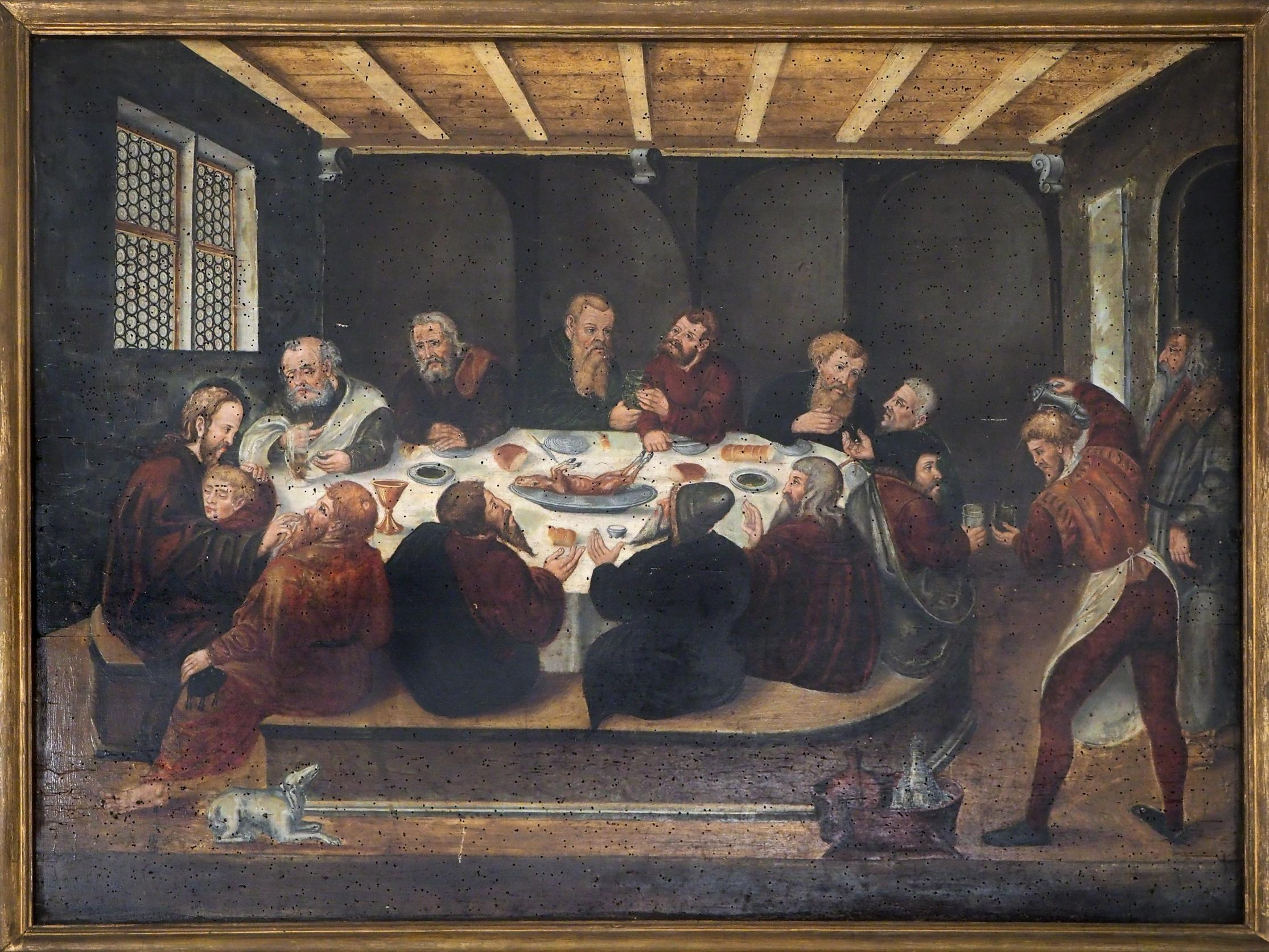
Abendmahldarstellung aus der Cranach-Werkstatt

### Sonstige Ausstattung

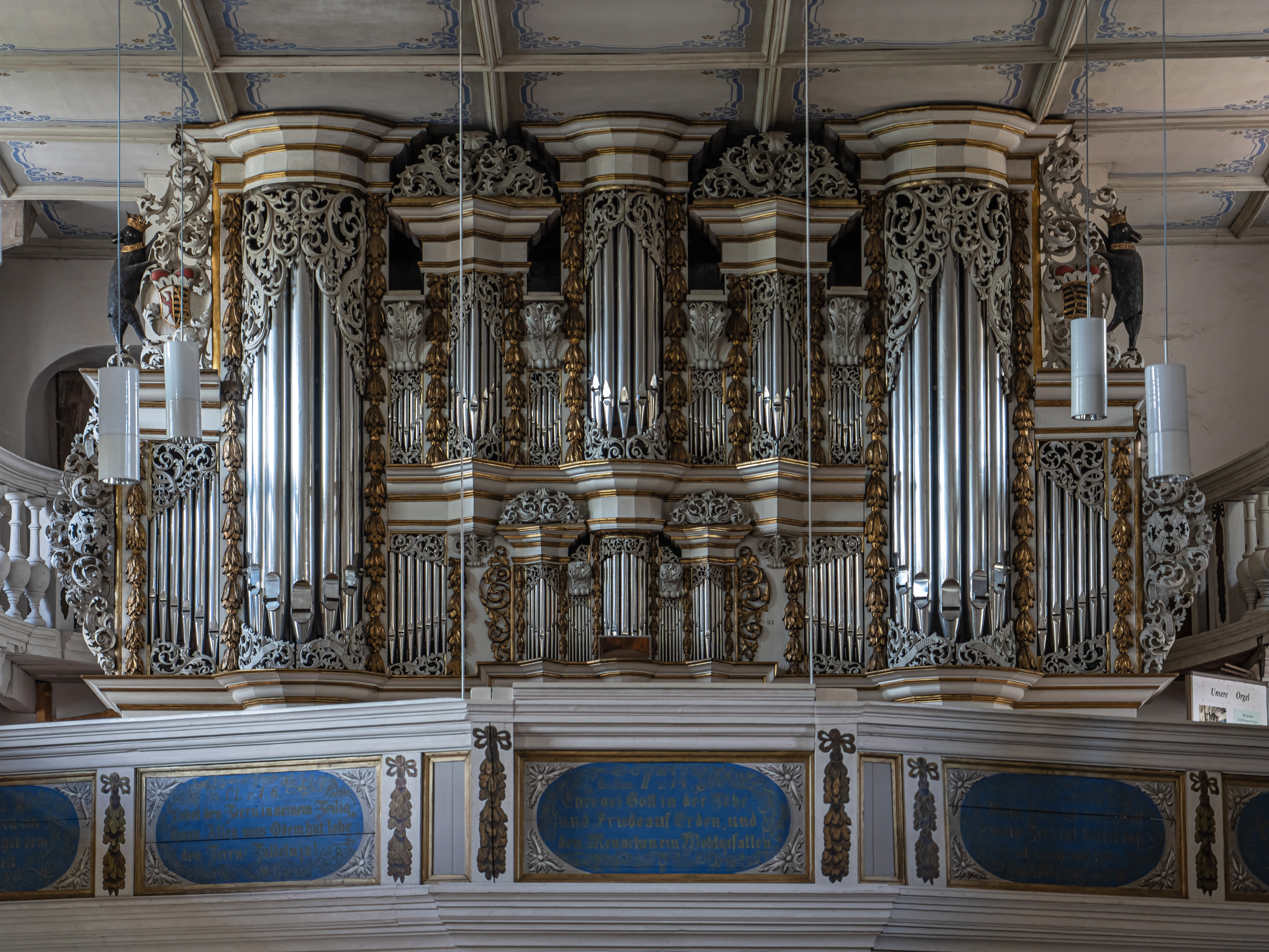
Orgel

- Altar

Der barocke Altaraufsatz ist zweigeschossig Johann Andreas von Düwens († 1716) schuf die Altarbildnisse. In der Mitteltafel ist eine Kreuzigungsszene zu sehen, darüber die Auferstehung Christi. Auf der Predella ist das letzte Abendmahl dargestellt. Die Schnitzfiguren stammen von Johann Tobias Schuchhard († 1711)
- Kanzel

Der barocke Kanzelkorb aus dem Jahr 1687 zeigt verschiedene Holzschnitzarbeiten, die vermutlich von der Vorgängerkanzel stammen. In den Nischen des Korbs finden sich Skulpturen von Jesus und den Evangelisten. Der Schalldeckel von 1681 stammt von Meister Johann Potz. Er ist gekrönt von der Figur „Christus auf der Weltenkugel“.
- Taufe

Der Taufstein entstand ebenfalls in der Barockzeit. Er wurde 1701 vermutlich von Giovanni Simonetti geschaffen und von Coswiger Bürgern gestiftet. Zwei Engel tragen eine ovale Schale. Eine umlaufende Inschrift lautet:
Wer da glaubet und getauft wird, der wird selig, wer aber nicht glaubet, der wird verdammt.
- Chorgestühl

Noch aus vorreformatorischer Zeit stammt das Chorgestühl (um 1450). Es stand ursprünglich frei, bei der Barockisierung hat man es dann in die Logen integriert. In der zweiten Hälfte des 16. Jahrhunderts wurde das Gestühl tapetenartig beschichtet mit Malereien, die vermutlich aus der Cranach-Werkstatt stammen.
- Epitaphe

Pogk-Epitaph
Das Epitaph gilt dem Coswiger Amtshauptmann Otto von Pogk († 1577). Auf der Mitteltafel zeigt ein Gemälde aus der Werkstatt Lucas Cranach des Jüngeren eine Szene aus dem Garten Gethsemane. Im Vordergrund sind die Stifterfiguren Otto von Pogk und seine Frau zu sehen. Die obere Tafel zeigt die Auferstehung, das untere Bild einen Pelikan, Sinnbild des Opfertodes Christi.
Wacke-Epitaph
Das kleine Epitaph erinnert an die im Jahr 1631 mit 6 Jahren verstorbene Tochter des Coswiger Bürgers Wacke.
Stammer-Lattorff-Epitaph
Das Epitaph erinnert mit Portraitmedaillons an Hennig Philipp von Stammer († 1745) und seine Ehefrau Maria Elisabeth von Lattorff († 1758).
- Orgel

Der barocke Orgelprospekt weist fünf symmetrisch angeordnete Pfeifentürme auf. Die Form entstand Anfang des 18. Jahrhunderts. Das heutige Orgelwerk erstellte der Bernburger Orgelbauer Georg Kühne im Jahr 1864.

## Pfarrer
| - 1540: Matthias Tatius - 1543–1555: M. Augustin Deutschbein sen. - 1555–1558: Blasius Jünger (Junior) - 1558–1572: Fabianus Jünger - 1572–1573: Wolfgang Amling - 1573–1586: M. Augustin Deutschbein jun. - 1586–1603: Johann Buch - 1603–1624: M. Joachim Gese (reformiert) - 1624–1637: M. Andreas Bünböse (reformiert) - 1638–1644: M. Philipp Beckmann (reformiert) - 1645–1683: M. Samuel Cnuppius - 1683–1697: M. Rudolf Cnuppius - 1698–1740: Propst Johann Michael Caletzki - 1742–1757: Propst Martin Ernst Richter - 1758–1778: Propst Konrad Heinrich Altmann - 1779–1799: Propst Friedrich Koltitz | - 1800–1826: Propst Ludwig Henning - 1828–1833: Oberprediger Heinrich Schmidt - 1833–1848: Oberprediger August Günther - 1849–1856: Oberprediger Ernst Koch - 1856–1859: Propst Friedrich Stephan - 1860–1864: Propst August Valentiner - 1865–1869: Propst Albert Körner - 1869–1885: Propst Friedrich Schlick - 1885–1914: Oberprediger Moritz Lucke - 1914–1926: Oberprediger Ernst Werner - 1926–1933: Otto Vahlteich - 1934–1947: Ernst Donath - 1947–1955: Theodor Hensel - 1955–1974: Paul Daniel - 1975–1996: Hans-Günther Lindemann; Käthe Lindemann - 1997–2000: Ravinder Salooja; Tatjana Gressert - 2001–2011: Stephan Grötzsch - 2011–2018: Holm Haschker |
| | |